# Juriv, Rohatîn
Juriv (în ucraineană Журів) este un sat în comuna Pidmîhailivți din raionul Rohatîn, regiunea Ivano-Frankivsk, Ucraina.

## Demografie
Componența lingvistică a localității Juriv
     Ucraineană (99,79%)
     Alte limbi (0,21%)
Conform recensământului din 2001, majoritatea populației localității Juriv era vorbitoare de ucraineană (99,79%), existând în minoritate și vorbitori de alte limbi.